# Nikozi
Nikozi (en georgiano: ნიქოზი) es un pueblo en el centro de Georgia, ubicada en el centro de la región de Iberia Interior y siendo parte del municipio de Gori. El pueblo es la sede de la eparquía de Nikozi y Tsjinvali. 

## Geografía
Nikozi se encuentra en el lado derecho del río Gran Liajvi y está formado por las aldeas de Kvemo Nikozi (en georgiano: ქვემო ნიქოზი; en osetio: Уæллаг Никоз) y Zemo Nikozi (en georgiano: ზემო ნიქოზი; en osetio: Дæллаг Никоз). Ambos están situados al suroeste de Tsjinvali, en la frontera con el Osetia del Sur. 

## Historia
Desde 1992, el batallón georgiano de las Fuerzas Conjuntas de Mantenimiento de la Paz está estacionado en Nikozi.
Del 9 al 11 de agosto de 2008, durante la guerra ruso-georgiana, se produjeron intensos combates en la aldea. En los combates murieron nueve soldados rusos, un tanque ruso fue derribado y dos vehículos blindados fueron quemados con lanzagranadas. Las iglesias locales fueron alcanzadas por 32 bombas; el palacio episcopal y todo el monasterio (junto con la biblioteca y el estudio de animación) se incendiaron. Según el informe de Andrei Illarionov, el ejército ruso utilizó los BM-21 Grad y BM-27 Uragan contra objetivos georgianos durante la batalla por la aldea.
Los días 15 y 16 de agosto, en el pueblo de Zemo Nikozi, se celebró una reunión entre el patriarca Elías II de Georgia y el metropolitano de Nikozi y Isaías con representantes del Ministerio de Defensa de la Federación Rusa, incluido el general de división Viacheslav Borísov. Los representantes de la eparquía pidieron a los militares que protegieran a la población civil de los saqueadores, pero no pudieron lograr ninguna medida amplia.
El 30 de agosto de 2023 se difundió información según la cual en Kvemo Nikozi se descubrió un túmulo de la Edad del Bronce en las excavaciones arqueológicas dirigidas por Gogi Mindiashvili.

## Demografía
La evolución demográfica de Nikozi entre 2002 y 2014 fue la siguiente:
| 1782                                            | 1218 |
| (Fuente: Population of Georgia in Soviet times) |      |

Según el censo de 2014, los georgianos constituían el 99,1% de la población local.

## Infraestructura

### Arquitectura, lugares de interés y monumentos
La aldea de Zemo Nikozi alberga la iglesia de Zemo Nikozi (también conocida como Ghvtaeba), fundada alrededor del año 800, y también la iglesia del Arcángel de Zemo Nikozi, del siglo X.

### Transporte
El tren Nikozi-Tiflis vía Gori circula diariamente.

## Personas ilustres
- Kirión II de Georgia (1855-1918): primer patriarca católico de toda Georgia después de la recuperación de la autocefalia de la Iglesia georgiana.